# St. Croix 34
St. Croix 34 är ett reservat i Kanada.   Det ligger i provinsen Nova Scotia, i den sydöstra delen av landet, 900 km öster om huvudstaden Ottawa. St. Croix 34 ligger vid sjön Panuke Lake.
I omgivningarna runt St. Croix 34 växer i huvudsak blandskog. Runt St. Croix 34 är det glesbefolkat, med 11 invånare per kvadratkilometer.